# Departamento de Copán
Copán es un departamento de Honduras. Su cabecera departamental es Santa Rosa de Copán.

## Historia
El territorio que hoy es el departamento estuvo habitado por la civilización Maya Chortí en el occidente y norte; y Lenca por el extremo sur. Su nombre "Copán", es debido al cacique Copán Galel, guerrero que defendió sus tierras antes de la colonización española. Este territorio fue jurisdicción de la ciudad colonial de Gracias a Dios y hasta el 28 de mayo de 1869, lo fue del departamento de Lempira.En esa fecha fue creado oficialmente el Departamento de Copán y nombrada como cabecera a la ciudad de Santa Rosa de Copán, en la administración del capitán general don José María Medina.

## Descripción territorial
El departamento de Copán, colinda al norte con el departamento de Santa Bárbara y con el departamento guatemalteco de Izabal, al oeste con los departamentos guatemaltecos de Zacapa y Chiquimula, al sur colinda con el departamento de Ocotepeque y al este con el departamento de Lempira. Su cabecera departamental es la ciudad de Santa Rosa de Copán y en la cual se encuentran las sedes de oficinas gubernamentales departamentales; la superficie territorial es de 3,242 km² y de acuerdo al proyección del 2020 la población asciende a los 412 927 habitantes.
Por muchos años, Copán ha tenido fama por sus magníficas ruinas mayas, debido a ello en 1980 la UNESCO agregó a su lista de Patrimonio de la Humanidad.

## Municipios

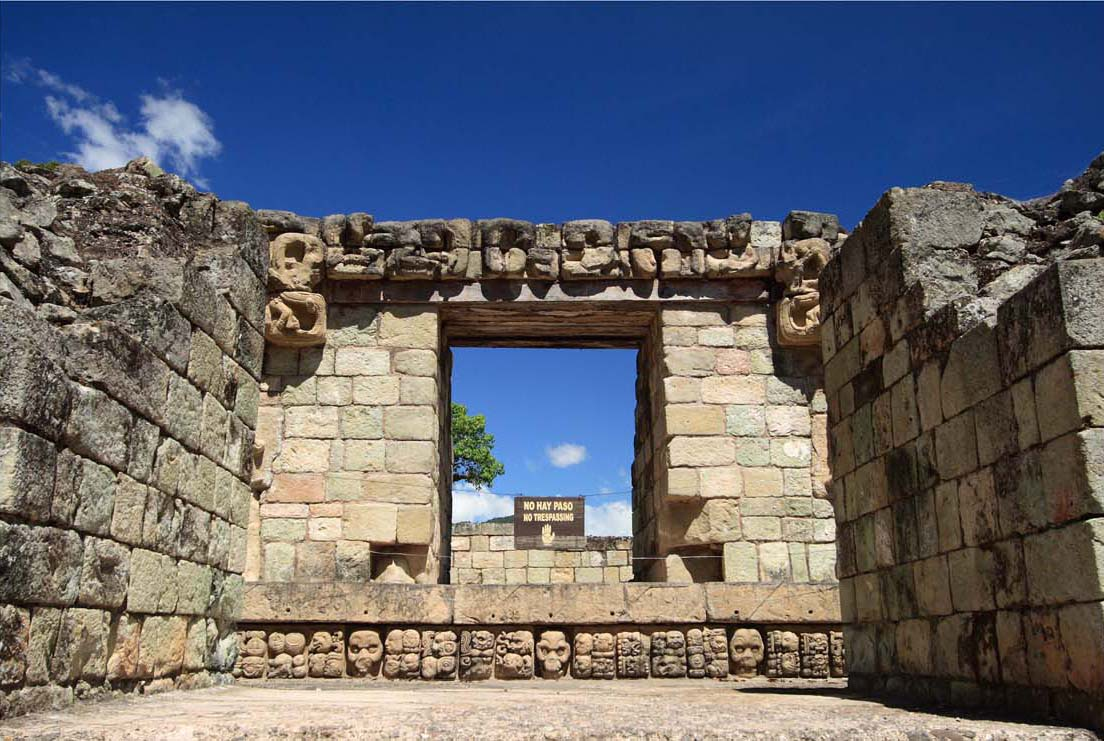
Sitio arqueológico de Copán

- Santa Rosa de Copán (Cabecera departamental)
- Cabañas
- Concepción
- Copán Ruinas
- Corquín
- Cucuyagua
- Dolores
- Dulce Nombre
- El Paraíso
- Florida
- La Jigua
- La Unión
- Nueva Arcadia
- San Agustín
- San Antonio
- San Jerónimo
- San José
- San Juan de Opoa
- San Nicolás
- San Pedro
- Santa Rita
- Trinidad de Copán
- Veracruz

## Yacimientos arqueológicos Mayas en Copán

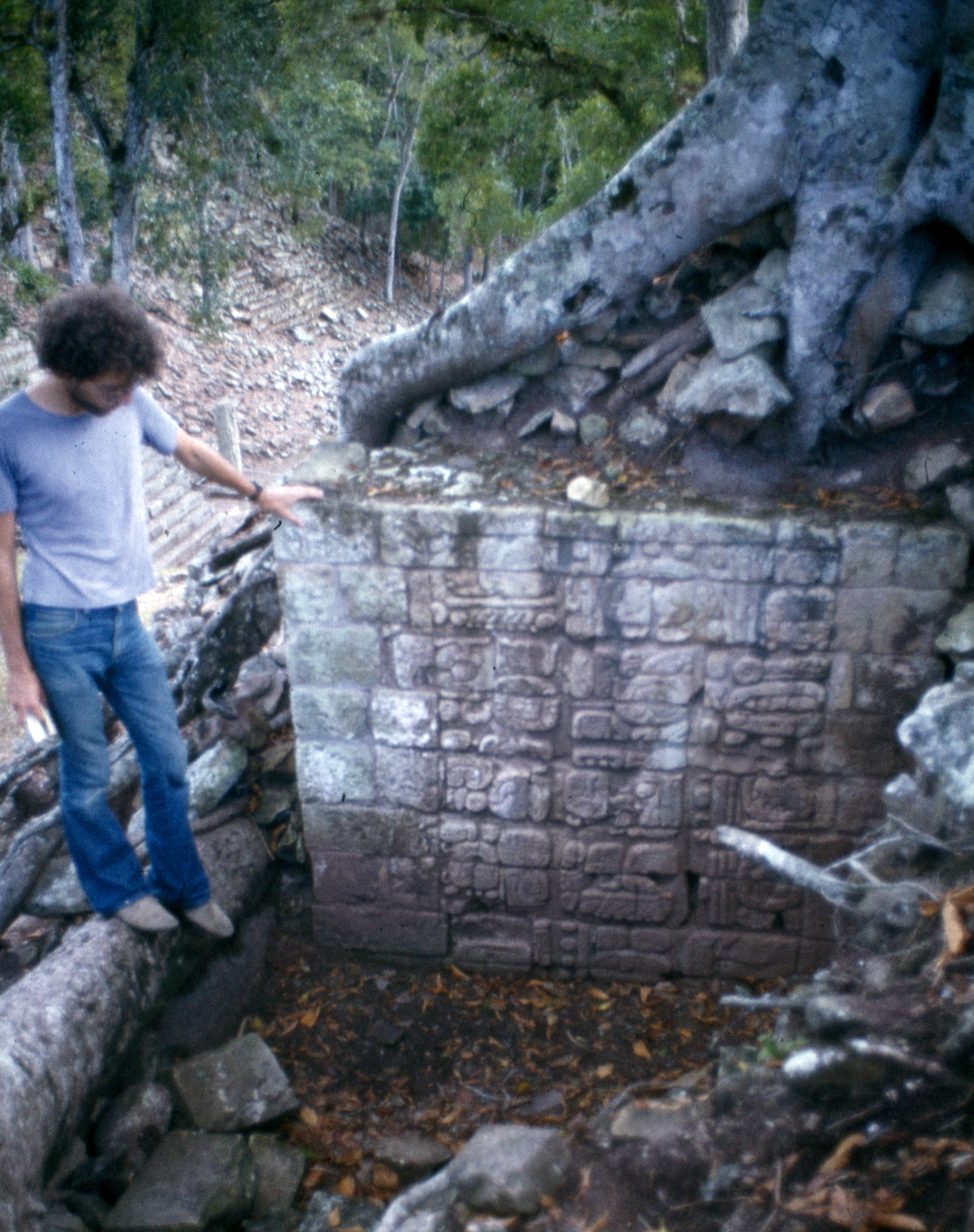
Excavaciones en Copán durante los años 1980.

En el departamento de Copán se encuentra una importante ciudad maya de nombre desconocido. Fue un destacado centro ceremonial además de uno de los principales centros científicos del período maya clásico, utilizado como observatorio astronómico. Se encuentra a 1,5 kilómetros del pueblo Copán Ruinas, entre La Laguna y Barbasqueadero, 12 km al este de la frontera con Guatemala y en su recinto cuenta con el Museo de la escultura de Copán.
Copán es uno de los más impresionantes sitios arqueológicos mayas que se han encontrado. Fue descubierta en la cuenca del río Motagua en 1570 por Diego García de Palacio. Fue bautizada como la «Atenas del mundo maya» debido a su similitud arqueológica con aquella ciudad clásica.
Los mayas fueron una de las antiguas civilizaciones que crearon un lenguaje escrito. Y aunque el número de gente que entiende los jeroglíficos mayas se ha reducido a través de los siglos, la evidencia de esta lengua continúa tan fuerte como siempre. Quizá uno de los mejores ejemplos de los jeroglíficos mayas se encuentra dentro del parque arqueológico de Copán. En el año 749 d. C. el rey Humo Caracol construyó una escalinata jeroglífica. Esta inmensa tarea fue designada para perpetuar el éxito del reino maya. Es la inscripción más larga que se encuentra en el mundo maya, y hay 1250 bloques de jeroglíficos que documentan la vida del rey y de la gente de esa época. La Escalinata Jeroglífica es probablemente el monumento más famoso de la ciudad arqueológica.
Se estima que el valle de Copán fue habitado desde el año 1200 a. C., aunque no hubo una familia real en el poder hasta después del año 426 d. C. Se cree que en su momento de apogeo contaba con más de 20.000 habitantes.
Esta tierra maya es conocida por sus magníficos edificios construidos cuidadosamente y su arquitectura que no dejan dudar de la cultura rica, inteligente y avanzada de esta civilización antigua, La gente del área demostraba un destacado conocimiento y habilidad en las áreas de escultura, astronomía, escritura y el uso de jeroglíficos.

### El Puente

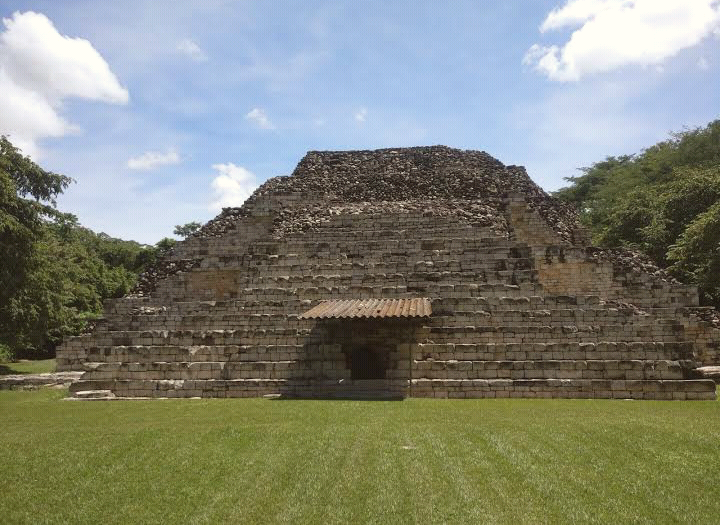
Pirámide Maya en el sitio arqueológico El Puente.

Descubierto en la zona cercana al municipio de La Jigua, El Parque Arqueológico Maya de El Puente fue inaugurado en 1994 contiene cerca de 210 estructuras y el núcleo del sitio consta de 5 plazas, incluyendo dentro de él un museo.

### Sitio Rastrojón
Localizada a unos kilómetros de la principal Plaza Maya de Copán, El Rastrojón se encuentra aun en excavación y estudio debido a la naturaleza arbórea del sitio que poco a poco va desvelando nuevos hallazgos desde 2007. El sitio contempla una plaza y edificios de habitaciones y ceremoniales que datan de aproximados 1300 años de fundación.

### Río Amarillo
Cercano al Municipio de Santa Rita de Copán, es el más reciente sitio arqueológico maya encontrado, curiosamente sus edificios -pirámides, templos- no fueron acabados, se conoce por "La Canteada" y "La Castellona" por lo que aun esta en estudio y data del "Templo Margarita" de alrededor del año 400 de nuestra era.

## Actividades económicas principales
El Departamento de Copán, es una zona geográficamente montañosa, su principal fuente de ingresos es el turístico hacia las zonas arqueológicas mayas, seguidamente el cultivo y producción del café, el tabaco, la ganadería, la agricultura de hortalizas y granos básicos, producción de artículos en piel o talabartería, productos industriales, etc.

## Vías de comunicación
- La carretera internacional o Carretera Panamericana recorre el departamento en su totalidad con autovía asfaltada.
- En 2015 es inaugurado formalmente el Aeropuerto de Río Amarillo,[4] asimismo operan helipuertos en las ciudades de Santa Rosa de Copán, Cucuyagua y Copán Ruinas.
- Existe en el departamento señal de televisión y radio nacional, como de empresas privadas y radioemisoras locales, circulación de periódicos y revistas.

## Diputados
El departamento de Copán tiene una representación de 7 diputados en el Congreso Nacional de Honduras.
| Diputado            | Partido                |
| ------------------- | ---------------------- |
| Melvin Paredes      | Partido Nacional       |
| Roy Cruz            | Partido Nacional       |
| Erik Alvarado       | Partido Nacional       |
| Valeska Valenzuela  | Partido Liberal        |
| Cristhiam Hernández | Partido Liberal        |
| Isis Cuéllar        | Libertad y Refundación |
| Francis Cabrera     | Libertad y Refundación |

## Copanecos destacados
- Argentina Díaz Lozano, Periodista y escritora, nominada al Premio Nobel de Literatura en 1970.
- Arturo Luna, Pintor de reconocimiento internacional.
- Carmen Fiallos Tabora Historiadora.
- Ernesto Alvarado García, Abogado e historiador nacional.
- Francisco Bueso Cuéllar, Doctor y político presidente de Honduras en 1924.
- Germán Antonio Rivas, Empresario y periodista.
- Gustavo Castañeda Batres (1925-1994) Abogado, escritor y ensayista.[5]
- Humberto Regalado Hernández General y Comandante de las Fuerzas Armadas de Honduras.
- Jorge Bueso Arias. Banquero y filántropo, candidato presidencial en 1971.
- Juan Antonio Medina Orellana, Abogado y General presidente de Honduras en 1872.
- Manuel Bueso Pineda, Ingeniero, empresario y político.
- Moisés Becerra, Pintor de reconocimiento internacional.
- Victoriano Castellanos Cortés, empresario y político presidente de Honduras en 1862.